# 2016年リオデジャネイロオリンピックのウエイトリフティング競技
2016年リオデジャネイロオリンピックのウエイトリフティング競技（2016ねんリオデジャネイロオリンピックのウェイトリフティングきょうぎ）は、リオセントロ2号館で、2016年8月6日から16日までの競技日程で実施された。国際ウエイトリフティング連盟（IWF）が主管。合計260名（男子156名、女子104名）が参加した。

## 実施種目
前回と同じく、男子8階級、7階級が実施される。
- 男子
  - 56 kg
  - 62 kg
  - 69 kg
  - 77 kg
  - 85 kg
  - 94 kg
  - 105 kg
  - +105 kg

- 女子
  - 48 kg
  - 53 kg
  - 58 kg
  - 63 kg
  - 69 kg
  - 75 kg
  - +75 kg

## 出場枠
出場枠は以下の通りであるが、1つの国・地域からは男子6名、女子4名までしか派遣できないため、すべての階級に出場することはできない。
2014年と2015年のウエイトリフティング世界選手権の国別の総合成績により、出場枠が割り当てられた（男子：6～3枠、女子：4～2枠）。また、世界選手権の成績により出場枠を得られなかった国を対象として、大陸予選、又は個人ランキングにより、出場枠が割り当てられた（男女とも1枠のみ）。
2015年11月、IWFはドーピング違反の問題により、今大会へのブルガリアの出場を禁止したほか、ルーマニアとウズベキスタンの出場枠を1つずつ剥奪した。更に、2016年6月には同様の理由で6カ国から合計11の出場枠を剥奪した。また、本大会直前の2016年7月にはロシアの出場も禁止され、出場枠が再配分された。
|      | 世界選手権 | 大陸予選 | 世界ランキング | 三者委員会招待 | 開催国 | 合計 |
| ---- | ---------- | -------- | -------------- | -------------- | ------ | ---- |
| 男子 | 108        | 31       | 8              | 6              | 3      | 156  |
| 女子 | 67         | 24       | 7              | 4              | 2      | 104  |
| 合計 | 175        | 55       | 15             | 10             | 5      | 260  |

日本勢は2014年世界選手権と2015年世界選手権の成績により、男子3名、女子4名の出場枠を獲得した。高尾宏明（男子56kg級）、糸数陽一（男子62kg級）、中山陽介（男子62kg級）、三宅宏実（女子48kg級）、八木かなえ（女子53kg級）、安藤美希子（女子58kg級）、松本潮霞（女子63kg級）の7名が出場し、三宅が2大会連続のメダルとなる銅メダルを獲得し、糸数が4位入賞、安藤が5位入賞、八木が6位入賞の成績をそれぞれ収めた。

## 競技結果

### 男子
| 種目      | 金                                             | 銀                                        | 銅                                            |
| --------- | ---------------------------------------------- | ----------------------------------------- | --------------------------------------------- |
| 56kg級    | 龍清泉 中国 (CHN) WR                           | 厳潤哲 北朝鮮 (PRK)                       | シンペット・クルアイトン タイ (THA)           |
| 62kg級    | オスカル・フィグエロア コロンビア (COL)        | エコ・ユリ・イラワン インドネシア (INA)   | ファルハト・ハルキ カザフスタン (KAZ)         |
| 69kg級    | 石智勇 中国 (CHN)                              | ダニヤル・イスマイロフ トルコ (TUR)       | ルイス・ハビエル・モスケラ コロンビア (COL)   |
| 77kg級    | ニジャト・ラヒモフ カザフスタン (KAZ) WR       | 呂小軍 中国 (CHN) WR                      | モハメド・イハブ エジプト (EGY)               |
| 85kg級    | キアヌーシュ・ロスタミ イラン (IRI) WR OR      | 田涛 中国 (CHN) OR                        | デニス・ウラノフ カザフスタン (KAZ)           |
| 94kg級    | ソフラブ・モラディ イラン (IRI)                | ヴァジム・ストラルツォウ ベラルーシ (BLR) | アウリマス・ジズバリス リトアニア (LTU)       |
| 105 kg級  | ルスラン・ヌルディノフ ウズベキスタン (UZB) OR | シモン・マルティロシャン アルメニア (ARM) | アレクサンドル・ザイチコウ カザフスタン (KAZ) |
| +105 kg級 | ラシャ・タラハゼ ジョージア (GEO) WR OR        | ゴル・ミナシャン アルメニア (ARM)         | イラクリ・トゥルマニゼ ジョージア (GEO)       |

### 女子
| 種目     | 金                                   | 銀                                                | 銅                                      |
| -------- | ------------------------------------ | ------------------------------------------------- | --------------------------------------- |
| 48 kg級  | ソピタ・タナサン タイ (THA)          | スリ・ワーユニ・アグスティアニ インドネシア (INA) | 三宅宏実 日本 (JPN)                     |
| 53kg級   | 許淑浄 チャイニーズタイペイ (TPE)    | ヒディリン・ディアス フィリピン (PHI)             | 尹真煕 韓国 (KOR)                       |
| 58kg級   | スカンヤ・スリスラット タイ (THA) OR | ピムシリ・シリケウ タイ (THA)                     | 郭婞淳 チャイニーズタイペイ (TPE)       |
| 63kg級   | 鄧薇 中国 (CHN) WR                   | チェ・ヒョシム 北朝鮮 (PRK)                       | カリナ・ゴリチェヴァ カザフスタン (KAZ) |
| 69kg級   | 向艶梅 中国 (CHN)                    | ジャジラ・ジャッパルクル カザフスタン (KAZ)       | サラ・アフメド エジプト (EGY)           |
| 75kg級   | 林貞心 北朝鮮 (PRK)                  | ダルヤ・ナウマヴァ ベラルーシ (BLR)               | リディア・バレンティン スペイン (ESP)   |
| 75kg超級 | 孟蘇平 中国 (CHN)                    | キム・グキャン 北朝鮮 (PRK)                       | サラー・ロブルス アメリカ合衆国 (USA)   |

## 国・地域別のメダル獲得数
| 順   | 国・地域                   | 金 | 銀 | 銅 | 計 |
| ---- | -------------------------- | -- | -- | -- | -- |
| 1    | 中国 (CHN)                 | 5  | 2  | 0  | 7  |
| 2    | タイ (THA)                 | 2  | 1  | 1  | 4  |
| 3    | イラン (IRI)               | 2  | 0  | 0  | 2  |
| 4    | 北朝鮮 (PRK)               | 1  | 3  | 0  | 4  |
| 5    | カザフスタン (KAZ)         | 1  | 1  | 4  | 6  |
| 6    | チャイニーズタイペイ (TPE) | 1  | 0  | 1  | 2  |
| 6    | コロンビア (COL)           | 1  | 0  | 1  | 2  |
| 6    | ジョージア (GEO)           | 1  | 0  | 1  | 2  |
| 9    | ウズベキスタン (UZB)       | 1  | 0  | 0  | 1  |
| 10   | アルメニア (ARM)           | 0  | 2  | 0  | 2  |
| 10   | ベラルーシ (BLR)           | 0  | 2  | 0  | 2  |
| 10   | インドネシア (INA)         | 0  | 2  | 0  | 2  |
| 13   | フィリピン (PHI)           | 0  | 1  | 0  | 1  |
| 13   | トルコ (TUR)               | 0  | 1  | 0  | 1  |
| 15   | エジプト (EGY)             | 0  | 0  | 2  | 2  |
| 16   | 日本 (JPN)                 | 0  | 0  | 1  | 1  |
| 16   | リトアニア (LTU)           | 0  | 0  | 1  | 1  |
| 16   | 韓国 (KOR)                 | 0  | 0  | 1  | 1  |
| 16   | スペイン (ESP)             | 0  | 0  | 1  | 1  |
| 16   | アメリカ合衆国 (USA)       | 0  | 0  | 1  | 1  |
| 合計 | 合計                       | 15 | 15 | 15 | 45 |